# هوشنگ ازغندی
هوشنگ ازغندی (متولد ١٣١٨ خورشیدی، تهران) نام مستعار هوشنگ منوچهری معروف به دکتر، فرزند کمال؛ از بازجوهای ساواک در کمیته مشترک ضد خرابکاری بود.
او بعد از اخذ دیپلم، با معرفی سرتیپ صمدیان‌پور (که بعدها رئیس شهربانی شد) به استخدام ساواک درآمد. در سال ۱۳۵۲ خورشیدی جهت آموزش دوره‌های ویژه بازجویی به اسرائیل رفت. وی به پاس خدماتش، موفق به دریافت چند نشان از جمله؛ درجه ۵ همایونی، یک قطعه مدال، تشویق پرویز ثابتی و نشان کوشش گردید. وی پس از خروج از ایران در کتابی به نام "مصیبتی بزرگ بر ملتی بزرگ" به بیان گزارش های ساواک از جریانات انقلاب ۵۷ پرداخته است. وی رئیس بخش ٣١۶ و اداره اطلاعات ساواک و طراح مجموعه عملیات هایی بود که منجر به لو رفتن و دستگیری بسیاری از انقلابیون مانند محسن رفیق دوست، سیدعلی اندرزگو، احمد رضایی، محمدعلی منتظری و... شد. 